# Al-Isra
Al-Isra (Il Viaggio Notturno) è la diciassettesima Sura del Corano, una sura meccana composta da 111 versetti. Il nome "Al-Isra" si riferisce al viaggio notturno compiuto dal Profeta Maometto da Mecca a Gerusalemme, che è uno degli eventi centrali della sura. Questa sura tratta una vasta gamma di temi, tra cui la fede, la responsabilità individuale, la preghiera, la rivelazione divina e il rapporto tra l'uomo e Allah.

## Contenuto

### Il Viaggio Notturno del Profeta Muhammad
Versetti 1-8: La sura inizia descrivendo il viaggio notturno del profeta Maometto da Mecca alla moschea Al-Aqsa a Gerusalemme, guidato dall'arcangelo Gabriele. Questo evento viene visto come un segno della potenza di Allah e della sua protezione verso il Profeta.

### La Guida Divina e la Responsabilità Umana
Versetti 9-22: Viene sottolineata la guida divina per l'umanità attraverso i profeti e le Scritture. Gli esseri umani vengono esortati ad usare il libero arbitrio per seguire la retta via e ad assumersi la responsabilità delle proprie azioni. Viene menzionato il Giorno del Giudizio, quando ognuno sarà chiamato a rendere conto delle proprie azioni.

### L'Adorazione di Allah e l'Evangelizzazione
Versetti 23-40: Viene sottolineata l'importanza dell'adorazione di Allah e della preghiera. Viene esortato il Profeta Muhammad a chiedere perdono per i peccati e per quelli dei credenti. Viene anche discusso il ruolo dei messaggeri nel portare il messaggio di Allah e viene criticato l'idolatria.

### Responsabilità Sociale e Morale
Versetti 41-51: Questa sezione affronta questioni di giustizia sociale e morale. Viene esortato a trattare con equità gli orfani, i poveri e i deboli, e ad evitare l'ingiustizia e l'oppressione. Viene sottolineata l'importanza di mantenere gli impegni e di essere giusti nei rapporti con gli altri.

### Il Rapporto tra l'Uomo e Allah
Versetti 52-77: La sura discute il rapporto tra l'uomo e Allah e l'importanza della fede e dell'obbedienza. Viene raccontata la storia di Satana e il suo tentativo di deviare gli uomini dalla retta via. Viene esortato il Profeta Muhammad a non prestare ascolto agli increduli e a concentrarsi sulla recitazione del Corano.

### Giorno del Giudizio e Ricompensa
Versetti 78-111: La sura si conclude con una descrizione del Giorno del Giudizio e delle ricompense per i credenti e le punizioni per gli increduli. Viene promessa la misericordia di Allah per coloro che credono e praticano il bene, mentre vengono minacciate le punizioni per coloro che rifiutano la guida divina.

## Analisi
La Sura Al-Isra è significativa per la sua discussione su una vasta gamma di temi centrali dell'Islam, inclusi la fede, la responsabilità individuale, la giustizia sociale e il rapporto tra l'uomo e Allah. Il viaggio notturno del Profeta Muhammad è un evento iconico della sua vita e della religione islamica, che viene citato come segno della potenza e della protezione divina. La sura offre conforto, guida e ammonimenti ai credenti, esortandoli a seguire la retta via, ad adorare solo Allah e ad agire con giustizia e compassione verso gli altri.